# Члени ВУЦВК 11-го скликання
Всеукраїнський Центральний Виконавчий Комітет УСРР ХІ скликання
15 травня 1929 року ХІ Всеукраїнський з’їзд Рад УСРР обрав Центральний Виконавчий Комітет УСРР ХІ скликання в складі 315 членів і 110 кандидатів.

### Члени ВУЦВК
| Прізвище, ім'я, по-батькові               | Посада | Примітки                                     |
| ----------------------------------------- | --- | -------------------------------------------- |
| Акулов Іван Олексійович                   | голова Всеукраїнської ради професійних спілок |                                              |
| Александровський Сергій Сергійович        | уповноважений Народного комісаріату закордонних справ СРСР при РНК УСРР                                                                               |                                              |
| Ананченко Федір Гурійович                 | голова Луганського окрвиконкому |                                              |
| Амосов Петро Пилипович                    | голова Конотопського окрвиконкому |                                              |
| Бабій К.І.                                | |                                              |
| Балицький Всеволод Аполлонович            | голова ДПУ УСРР, народний комісар внутрішніх справ УСРР                                                                                               |                                              |
| Балюра І.Я.                               | |                                              |
| Баранець К.П.                             | |                                              |
| Басурманова В.Б.                          | |                                              |
| Бекетова Л.А.                             | |                                              |
| Беліков О.О.                              | |                                              |
| Белов О.В.                                | |                                              |
| Бендеберя Параскевія Християнівна         | селянка |                                              |
| Берещанський Василь Миколайович           | |                                              |
| Берзін Ян Антонович                       | колишній уповноважений Народного комісаріату закордонних справ СРСР при РНК УСРР                                                                      |                                              |
| Білий В.З.                                | |                                              |
| Бірман Степан Павлович                    | голова правління тресту «Південсталь» |                                              |
| Блюхер Василь Костянтинович               | перший помічник командувача Українського військового округу                                                                                           |                                              |
| Бобровецький А.О.                         | |                                              |
| Богатирьов Георгій Олексійович            | голова Первомайського окрвиконкому |                                              |
| Богданова Г.Ю.                            | |                                              |
| Бойко О.Г.                                | |                                              |
| Бойко Петро Дмитрович                     | голова Сталінського окрвиконкому |                                              |
| Бондар Іван Тимофійович                   | селянин |                                              |
| Борейщик М.М.                             | робітник Січневого заводу (місто Одеса) |                                              |
| Бородай Григорій Михайлович               | голова Харківської міської ради |                                              |
| Брагінець О.І.                            | |                                              |
| Брайко М.Д.                               | |                                              |
| Булда І.А.                                | |                                              |
| Бурайкіс К.К.                             | |                                              |
| Буценко Панас Іванович                    | голова Харківського окрвиконкому | виключений у вересні 1929                    |
| Буцький П.М.                              | |                                              |
| Бучушкану Г.І.                            | |                                              |
| Василенко Марко Сергійович                | секретар Президії ВУЦВК |                                              |
| Василенко М.І.                            | |                                              |
| Васильєва Єфросинія Іванівна              | робітниця |                                              |
| Вдовиков М.Г.                             | |                                              |
| Вейцер Ізраїль Якович                     | народний комісар торгівлі УСРР |                                              |
| Величко П.П.                              | |                                              |
| Велігура Д.М.                             | |                                              |
| Виростков Іван Олексійович                | голова Всеукраїнського комітету профспілки залізничників                                                                                              |                                              |
| Вільчинський В.С.                         | |                                              |
| Вінников Трохим Степанович                | голова Полтавського окрвиконкому |                                              |
| Вінтер Олександр Васильович               | головний інженер, начальник Дніпробуду |                                              |
| Войцехівський Юрій Олександрович          | голова Київського окрвиконкому |                                              |
| Волков Ю.Д.                               | |                                              |
| Волкова Ганна Йосипівна                   | селянка |                                              |
| Воронович Євстахій Павлович               | голова ЦВК Молдавської АСРР |                                              |
| Вострецов С.С.                            | |                                              |
| Гаах П.К.                                 | |                                              |
| Гавриленко Д.Ф.                           | |                                              |
| Гаврилов Іван Андрійович                  | голова Укрколгоспцентру |                                              |
| Гаврилюк Я.Т.                             | |                                              |
| Гараганенко П.К.                          | |                                              |
| Гаран П.О.                                | |                                              |
| Гаркуша Севастян Тимофійович              | голова Артемівського окрвиконкому |                                              |
| Гельфандбейн Л.Ш                          | |                                              |
| Генкін (Зейферт) Олександр Борисович      | голова правління Вукоопспілки УСРР |                                              |
| Гідрат А.Л.                               | |                                              |
| Главацький Олександр Олександрович        | інженер | виключений зі складу ВУЦВК у грудні 1930     |
| Глазков Олексій Олександрович             | |                                              |
| Гнатенкова М.І.                           | |                                              |
| Голишев Георгій Юхимович                  | голова Криворізького окрвиконкому |                                              |
| Головань Н.А.                             | |                                              |
| Голубовська Катерина Гнатівна ?           | |                                              |
| Голяпин І.С.                              | |                                              |
| Гопнер Серафима Іллівна                   | заступниця редактора газети «Комуніст» |                                              |
| Горбань Михайло Карпович                  | заступник народного комісара землеробства УСРР |                                              |
| Горбань П.П.                              | |                                              |
| Горбачов Омелян Григорович                | голова Всеукраїнського комітету профспілки металістів                                                                                                 |                                              |
| Горлинський Кирило Іванович               | завідувач організаційно-інструкторського відділу - заступник секретаря ВУЦВК                                                                          |                                              |
| Городовиков Ока Іванович                  | командир 1-го кінного корпусу Червоного козацтва |                                              |
| Горшков М.Ф.                              | голова Старобільського окрвиконкому |                                              |
| Григор'єв Петро Петрович                  | військовий командир 2-ї кавалерійської Чернігівської Червоного козацтва дивізії                                                                       |                                              |
| Гриньова М.Ю.                             | |                                              |
| Громілін Максим Іванович                  | голова Сталінської міської ради |                                              |
| Громова А.П.                              | |                                              |
| Грязєв Іван Якович                        | секретар Партійної колегії Центральної контрольної комісії КП(б)У                                                                                     |                                              |
| Грязнов Іван Кенсоринович                 | командир 8-го стрілецького корпусу |                                              |
| Гужвій Яків Євменович                     | голова Роменського окрвиконкому |                                              |
| Гулий Костянтин Макарович                 | народний комісар праці УСРР |                                              |
| Гуменюк М.І.                              | |                                              |
| Даниленко Г.Г.                            | |                                              |
| Дегтярьов І.Я.                            | |                                              |
| Демченко Микола Нестерович                | відповідальний секретар Київського окружного комітету КП(б)У                                                                                          |                                              |
| Дерій Марія Д.                            | |                                              |
| Дехтярьов Т.Д.                            | |                                              |
| Дідук Ф.П.                                | голова Проскурівського окрвиконкому |                                              |
| Дімітріу Сергій Васильович                | голова РНК АМСРР |                                              |
| Добренко Костянтин Семенович              | |                                              |
| Доброхлопова Е.П.                         | |                                              |
| Домбровська Т.С.                          | |                                              |
| Доненко Микола Юхимович                   | завідувач організаційно-розподільчого відділу ЦК КП(б)У                                                                                               |                                              |
| Драгайловська М.Н.                        | |                                              |
| Драганова Д.М.                            | |                                              |
| Дроб’язкіна О.К.                          | |                                              |
| Дубовий Іван Наумович                     | командира 14-го корпусу Українського військового округу                                                                                               |                                              |
| Дубовська С.П.                            | робітниця фабрики імені Тинякова (місто Харків) |                                              |
| Дудник Яким Минович                       | заступник голови Ради народних комісарів Української СРР, голова Державної планової комісії при РНК УСРР                                              |                                              |
| Дьомичев Михайло Панасович                | командир і військовий комісар 1-ї кавалерійської Червоного козацтва Червонопрапорної дивізії                                                          |                                              |
| Єленін Георгій Семенович                  | голова Сталінської окружної ради профспілок |                                              |
| Єфимов Дмитро Іванович                    | народний комісар охорони здоров’я УСРР |                                              |
| Єфремов                                   | |                                              |
| Жаров А.Н.                                | |                                              |
| Желяєв І.О.                               | |                                              |
| Жеребілов В.Д.                            | |                                              |
| Жерновий П.К.                             | |                                              |
| Жилін І.І.                                | |                                              |
| Жилкін П.Ф.                               | |                                              |
| Заболотний Данило Кирилович               | президент Всеукраїнської Академії наук (ВУАН) | помер 15.12.1929                             |
| Завіцький Герман Михайлович               | голова Харківської окружної контрольної комісії КП(б)У                                                                                                |                                              |
| Зайцев Федір Іванович                     | секретар Партійної колегії Центральної Контрольної Комісії КП(б)У                                                                                     |                                              |
| Закондирін Іван Григорович                | голова Херсонського окрвиконкому |                                              |
| Заривайко Прокіп Авдійович                | голова правління «Укртрестсільмашу» ВРНГ УСРР ? |                                              |
| Затонський Володимир Петрович             | заступник голови Ради народних комісарів УСРР, голова Центральної контрольної комісії ЦК КП(б)У, народний комісар робітничо-селянської інспекції УСРР |                                              |
| Зеленська Катерина Феофілактівна          | голова Ніжинського окрвиконкому |                                              |
| Зеленський Тимофій Петрович               | 2-й секретар Харківського окружного комітету КП(б)У                                                                                                   |                                              |
| Зіненко Микола Григорович                 | заступник голови Коростенського окрвиконкому |                                              |
| Зонберг Жан Францович                     | командир 6-го стрілецького корпусу Українського військового округу                                                                                    |                                              |
| Зорін Захар Євдокимович                   | |                                              |
| Зубенко І.С.                              | |                                              |
| Іванов Павло Павлович ?                   | |                                              |
| Івахненко В.К.                            | |                                              |
| Ікс Михайло Самойлович                    | відповідальний секретар Запорізького окружного комітету КП(б)У                                                                                        |                                              |
| Казаріна О.І.                             | |                                              |
| Канторович Соломон Ілліч                  | заступник народного комісара охорони здоров'я УСРР |                                              |
| Картвелішвілі Лаврентій Йосипович         | начальник Політичного управління Українського військового округу                                                                                      |                                              |
| Касяненко Євген Іванович                  | редактор газети «Вісті ВУЦВК» |                                              |
| Кашуба Антон Андрійович                   | |                                              |
| Квятек Казимир Францович                  | командир і військовий комісар 7-ї Владимирської стрілецької дивізії                                                                                   |                                              |
| Кирилюк Олександр Аристархович            | |                                              |
| Кириченко Семен Трифонович                | голова Прилуцького окрвиконкому |                                              |
| Кисельов Аркадій Леонтійович              | голова Сталінської окружної контрольної комісії КП(б)У-РСІ                                                                                            |                                              |
| Кисельов П.В.                             | |                                              |
| Кислий Д.Г.                               | |                                              |
| Кімудріс Олександр Георгійович            | |                                              |
| Кіновська Н.Ф.                            | |                                              |
| Кобліков П.І.                             | |                                              |
| Козіс Микола Леонтійович                  | голова Зінов’ївського окрвиконкому |                                              |
| Кока Костянтин Панасович                  | голова Шепетівського окрвиконкому |                                              |
| Коленов П.М.                              | |                                              |
| Колесников О.Т.                           | |                                              |
| Колос Григорій Оксентійович               | голова Дніпропетровського окрвиконкому |                                              |
| Коновалов М.І.                            | |                                              |
| Конотоп Віктор Якович                     | голова Бердичівського окрвиконкому |                                              |
| Кориткін М.А.                             | |                                              |
| Корнієвський Тихон Пантелійович           | |                                              |
| Коробкін Федір Тихонович                  | голова Могилів-Подільського окрвиконкому |                                              |
| Корсунов Іван Миколайович                 | генеральний секретар ЦК ЛКСМУ |                                              |
| Корчак-Чепурківський Овксентій Васильович | академік, завідувач кафедри гігієни і санітарії АН УРСР                                                                                               |                                              |
| Косіор Станіслав Вікентійович             | генеральний секретар ЦК КП(б)У |                                              |
| Костенко В.Г.                             | |                                              |
| Костіна Зінаїда Мойсеївна                 | майстер Луганського патронного заводу №№ 60 |                                              |
| Костянський П.З.                          | |                                              |
| Коцюбинський Юрій Михайлович              | радник повноважного представника СРСР у Польщі |                                              |
| Криворучко Микола Миколайович             | військовий командир 2-го кавалерійського корпусу |                                              |
| Крих Варфоломій Михайлович                | голова Мелітопольського окрвиконкому |                                              |
| Кудрін Іван Михайлович                    | голова Маріупольського окрвиконкому |                                              |
| Куземко П.Т.                              | |                                              |
| Кузовлєв Костянтин Миколайович            | начальник Катерининської залізниці |                                              |
| Кузнецов Яків Петрович                    | голова Чернігівського окрвиконкому |                                              |
| Кузьменко Василь Денисович                | секретар Всеукраїнської ради професійних спілок |                                              |
| Куліш М.Х.                                | |                                              |
| Курган                                    | |                                              |
| Кухленко С.Е.                             | |                                              |
| Лавренюк М.Г.                             | |                                              |
| Лебедєв В.Д.                              | |                                              |
| Лебедєв Павло Павлович                    | помічник командувача військ Українського військового округу                                                                                           |                                              |
| Лебединський Ф.М.                         | |                                              |
| Левкович Марія Остапівна                  | голова Шевченківського окрвиконкому |                                              |
| Левченко Степан Денисович                 | |                                              |
| Леонов П.Є.                               | |                                              |
| Липовенко Г.М.                            | |                                              |
| Лирьов Микита Іванович                    | голова Сумського окрвиконкому |                                              |
| Листопад А.К.                             | |                                              |
| Лисун М.З.                                | |                                              |
| Лисяк П.В.                                | |                                              |
| Лінау М.Н.                                | |                                              |
| Лісь Г.А.                                 | |                                              |
| Лоза А.І.                                 | |                                              |
| Ломов (Оппоков) Георгій Іполитович        | керуючий Державного тресту із виробництва і продажу кам'яного вугілля і антрациту «Донвугілля»                                                        |                                              |
| Лукашов Ф.А.                              | |                                              |
| Лукін Михайло Федорович                   | командир 23-ї стрілецької дивізії |                                              |
| Луцик Т.К.                                | Тульчинська округа |                                              |
| Любченко Панас Петрович                   | секретар ЦК КП(б)У |                                              |
| Мазур Франц Тимофійович                   | голова Білоцерківського окрвиконкому |                                              |
| Мазуренко М.Й.                            | |                                              |
| Майоров Михайло Мусійович                 | заступник голови Центральної Контрольної комісії КП(б)У - заступник народного комісара робітничо-селянської інспекції УСРР                            |                                              |
| Маковський Володимир Матвійович           | професор, ректор Дніпропетровського гірничого інституту                                                                                               |                                              |
| Мануйленко Олександр Іларіонович          | голова Миколаївського окрвиконкому |                                              |
| Маркевич Онисим Миронович                 | організатор і директор Шевченківської МТС |                                              |
| Маркітан Павло Пилипович                  | завідувач агітаційно-пропагандистського відділу ЦК КП(б)У                                                                                             |                                              |
| Масловський І.Г.                          | |                                              |
| Матвеєва Н.М.                             | |                                              |
| Медведєв Олексій Васильович               | секретар ЦК КП(б)У |                                              |
| Медлаге І.Г.                              | |                                              |
| Мельник М.В.                              | |                                              |
| Мечков В.О.                               | |                                              |
| Михайлов М.С.                             | коваль заводу «Червоний Прогрес» (місто Великий Токмак)                                                                                               |                                              |
| Мінаєв-Каневський Сергій Володимирович    | керівник Центрального статистичного управління УСРР                                                                                                   |                                              |
| Міняйлук Д.Г.                             | |                                              |
| Молодушкін В.А.                           | |                                              |
| Молчан Я.І.                               | |                                              |
| Мулін Валентин Михайлович                 | командир і військовий комісар 7-го стрілецького корпусу                                                                                               |                                              |
| Мусульбас Іван Андрійович                 | завідувач відділу з роботи на селі ЦК КП(б)У |                                              |
| Муценек Ян Янович                         | голова Київської окружної Контрольної Комісії |                                              |
| Нагорний Іван Остапович                   | голова Куп’янського окрвиконкому |                                              |
| Назаренко П.І.                            | |                                              |
| Наконечний Г.Я.                           | |                                              |
| Неживий Максим Федорович                  | відповідальний секретар Журавлівського райкому КП(б)У міста Харкова                                                                                   |                                              |
| Нездименко Калістрат Юхимович             | |                                              |
| Нестеровський Никифор Абрамович           | командир 95-ї Первомайської стрілецької дивізії |                                              |
| Обложаєв Л.П.                             | |                                              |
| Одинцов Олександр Васильович              | заступник народного комісара землеробства УСРР |                                              |
| Окорков Костянтин Іванович                | секретар парткому Дніпропетровського металургійного заводу імені Петровського                                                                         |                                              |
| Олексієв Микита Олексійович ?             | голова Київської окружної ради професійних спілок |                                              |
| Осадчий Микола Семенович                  | голова Лубенського окрвиконкому |                                              |
| Остапенко Іван Григорович                 | голова Ізюмського окрвиконкому |                                              |
| Осьмак І.О.                               | |                                              |
| Панасенко Т.І.                            | |                                              |
| Петровський Григорій Іванович             | голова Всеукраїнського Центрального Виконавчого Комітету (ВУЦВК)                                                                                      |                                              |
| Пилипчук М.П.                             | |                                              |
| Пироженко М.І.                            | |                                              |
| Писаренко О.П.                            | |                                              |
| Пишинський К.В.                           | |                                              |
| Пілацька Ольга Володимирівна              | завідувач Центрального відділу робітниць і селянок (жіночого відділу) ЦК КП(б)У                                                                       |                                              |
| Плахотников Андріан Іванович              | завідувач тарифно-економічного відділу і член Президії Всеукраїнської Ради профспілок                                                                 |                                              |
| Погодін С.А.                              | |                                              |
| Покорний Григорій Михайлович              | народний комісар соціального забезпечення УСРР |                                              |
| Полоз Михайло Миколайович                 | народний комісар фінансів УСРР |                                              |
| Полонський М.І.                           | |                                              |
| Полонська С.Д.                            | |                                              |
| Полупанов Андрій Васильович               | |                                              |
| Поляков Василь Васильович                 | голова Головного концесійного комітету УСРР, голова правління Україно-Східної Торгової Палати                                                         |                                              |
| Пономарьов І.Д.                           | |                                              |
| Порайко Василь Іванович                   | народний комісар юстиції УСРР та генеральний прокурор УСРР                                                                                            |                                              |
| Постишев Павло Петрович                   | секретар ЦК КП(б)У та відповідальний секретар Харківського окружного комітету КП(б)У                                                                  |                                              |
| Постоловський Михайло Федотович           | голова правління Державного видавництва України |                                              |
| Прушковський П.П.                         | |                                              |
| Пугачов Семен Андрійович                  | помічник командувача військ і начальник штабу Українського військового округу                                                                         |                                              |
| Рекіс Олександр Олександрович             | заступник голови Держплану УСРР |                                              |
| Ремпель Г.Г.                              | |                                              |
| Репін Василь Іванович                     | |                                              |
| Реут Михайло Венедиктович                 | директор Київського міського комунального банку |                                              |
| Решетняк І.П.                             | |                                              |
| Рибніков Нісен Йосипович                  | голова Одеської окружної Контрольної комісії — Робітничо-селянської інспекції                                                                         |                                              |
| Рогальов Федір Федорович                  | командир і військовий комісар 80-ї стрілецької дивізії імені Пролетаріату Донбасу                                                                     |                                              |
| Руденко Є.І.                              | |                                              |
| Руденко М.Н.                              | |                                              |
| Руденко Олексій Сидорович                 | |                                              |
| Саблін Юрій Володимирович                 | командир 99-ї стрілецької дивізії |                                              |
| Савчук Василина І.                        | |                                              |
| Самойлов Михайло Миронович                | голова Тульчинського окрвиконкому |                                              |
| Свистун Пантелеймон Іванович              | 1-й заступник голови Вищої ради народного господарства УСРР                                                                                           |                                              |
| Сгібнєв С.Ф.                              | |                                              |
| Семенов Борис Олександрович               | відповідальний секретар Дніпропетровського окружного комітету КП(б)У                                                                                  |                                              |
| Сербиченко Олександр Калістратович        | заступник голови Ради народних комісарів УСРР |                                              |
| Сівек Каміл Станіславович                 | |                                              |
| Сіра М.В.                                 | |                                              |
| Сітайло М.М.                              | |                                              |
| Скірко К.О.                               | |                                              |
| Скляренко М.М.                            | |                                              |
| Скляренко О.Н.                            | |                                              |
| Скринкін В.М.                             | |                                              |
| Скрипник Микола Олексійович               | народний комісар освіти УСРР |                                              |
| Скрипченко Н.І.                           | |                                              |
| Смирнов І.Б.                              | |                                              |
| Смирнов Михайло Ілліч                     | голова Всеукраїнського комітету Спілки гірничих робітників СРСР                                                                                       |                                              |
| Соколов Олександр Гаврилович              | відповідальний секретар Миколаївського окружного комітету КП(б)У                                                                                      |                                              |
| Сосновик М.П.                             | робітник депо «Жовтень» (місто Харків) |                                              |
| Сохіс Н.Д.                                | |                                              |
| Стеценко П.Л.                             | |                                              |
| Стойкевич Володимир Михайлович            | голова Кам’янець-Подільського окрвиконкому |                                              |
| Стрижаков С.Д.                            | |                                              |
| Строганов Василь Андрійович               | відповідальний секретар Сталінського окружного комітету КП(б)У                                                                                        |                                              |
| Сухін М.А.                                | |                                              |
| Сухомлин Кирило Васильович                | голова Вищої ради народного господарства УСРР |                                              |
| Татько Пилип Петрович                     | голова Артемівської окружної контрольної комісії КП(б)У                                                                                               |                                              |
| Терехов Роман Якович                      | відповідальний секретар Артемівського окружного комітету КП(б)У                                                                                       |                                              |
| Тернопольченко Михайло Дмитрович          | голова Волинського окрвиконкому |                                              |
| Ткач Є.П.                                 | |                                              |
| Ткачов Іван Федорович                     | командир 46-ї стрілецької дивізії |                                              |
| Товкач Г.Д.                               | |                                              |
| Топорець І.Л.                             | |                                              |
| Тоцький Ю.І.                              | |                                              |
| Триліський Олекса Лукич                   | голова Одеського окрвиконкому |                                              |
| Трухін Г.Д.                               | |                                              |
| Тульнов Г.К.                              | |                                              |
| Тутковський Павло Аполлонович             | академік, керівник Інституту геологічних наук АН УРСР                                                                                                 | помер 3.06.1930                              |
| Уханов В.М.                               | |                                              |
| Федотов Костянтин Якович                  | заступник народного комісара землеробства УСРР |                                              |
| Харитоненко Д.П.                          | |                                              |
| Хвиля Андрій Ананійович                   | завідувач відділу агітації, пропаганди і друку ЦК КП(б)У                                                                                              |                                              |
| Чабай Григорій Данилович                  | голова Вінницького окрвиконкому |                                              |
| Чала Ф.К.                                 | |                                              |
| Чепенко Яків Гнатович                     | робітник |                                              |
| Черес В.Н.                                | |                                              |
| Чеховий М.Д.                              | |                                              |
| Чернявський Володимир Ілліч               | відповідальний секретар Одеського окружного комітету КП(б)У                                                                                           |                                              |
| Чубар Влас Якович                         | голова Ради народних комісарів УСРР |                                              |
| Чувирін Михайло Євдокимович               | відповідальний секретар Луганського окружного комітету КП(б)У                                                                                         |                                              |
| Шведов І.Л.                               | голова Кременчуцького окрвиконкому |                                              |
| Шевчук Я.Ю.                               | |                                              |
| Шимановський Станіслав Людвігович         | уповноважений Народного комісаріату шляхів СРСР по УСРР                                                                                               |                                              |
| Шимко В.О.                                | |                                              |
| Шліхтер Олександр Григорович              | народний комісар земельних справ УСРР |                                              |
| Шпильовий Василь Дмитрович                | голова Глухівського окрвиконкому |                                              |
| Штейнбергський Йосип Янович               | |                                              |
| Штельмаховський Д.С.                      | Дмитрівський район |                                              |
| Штромбах Ярослав Антонович                | |                                              |
| Шутюк В.А.                                | |                                              |
| Щербина (Щербініна) Г.Ф.                  | |                                              |
| Якір Йона Еммануїлович                    | командувач військ Українського військового округу, уповноважений Наркомату військово-морських справ СРСР при РНК УСРР                                 |                                              |
| Яременко Ю.З.                             | |                                              |
| Яцевський Іван Петрович                   | голова Уманського окрвиконкому |                                              |
| Михайлик Михайло Васильович               | заступник секретаря ВУЦВК | переведений із кандидатів у грудні 1930 року |

### Кандидати в члени ВУЦВК
| Прізвище, ім'я, по-батькові              | Посада | Примітки                                              |
| ---------------------------------------- | --- | ----------------------------------------------------- |
| Арсон Соломон Йосипович                  | |                                                       |
| Бандура Петро Арсентійович               | голова правління Південної залізниці                                                                                   |                                                       |
| Беднаровський М.М.                       | |                                                       |
| Бесарабов В.П.                           | |                                                       |
| Бистрих Микола Михайлович                | командувач прикордонних військ ДПУ УСРР                                                                                |                                                       |
| Білих Сергій Никонович                   | |                                                       |
| Білоус К.М.                              | |                                                       |
| Білошапка С.О.                           | |                                                       |
| Блат Йосип Михайлович                    | начальник Харківського окружного відділу ДПУ при РНК УСРР                                                              |                                                       |
| Богуцький Володимир Никифорович          | начальник Управління водного господарства УСРР                                                                         |                                                       |
| Вайнер Л.Я.                              | |                                                       |
| Великанцев Г.В.                          | |                                                       |
| Воробйов Іван Онисимович                 | голова правління Всеукраїнського фотокіноуправління                                                                    |                                                       |
| Голод Наум Павлович                      | відповідальний секретар Маріупольського окружного комітету КП(б)У                                                      |                                                       |
| Голуб Федір Якович                       | секретар ЦК ЛКСМУ |                                                       |
| Гордієнко Ф.Л.                           | |                                                       |
| Грозний (Сафес) Олександр Григорович     | начальник Волинського окружного відділу ДПУ                                                                            |                                                       |
| Грушевський Лев Абрамович                | голова правління «Укрдержгоспоб'єднання» та завідувач «Укррадгосптресту»                                               |                                                       |
| Денісов Р.К.                             | |                                                       |
| Дорошенко М.Я.                           | |                                                       |
| Єремієв О.С.                             | |                                                       |
| Закжевський С.А.                         | |                                                       |
| Затон Федір Леонідович                   | голова Всеукраїнського центрального правління професійної спілки Медсанпраці                                           |                                                       |
| Зінчук О.В.                              | |                                                       |
| Івченко І.Г.                             | |                                                       |
| Ієвлєв Михайло Олексійович               | голова президії Уцеробсекції                                                                                           |                                                       |
| Капельчук М.І.                           | |                                                       |
| Карлсон Карл Мартинович                  | заступник голови ДПУ УСРР                                                                                              |                                                       |
| Касьян Яків Якович                       | керуючий справами Ради народних комісарів УСРР                                                                         |                                                       |
| Каттель Михайло Абрамович                | 1-й заступник голови Державної планової комісії при РНК УСРР                                                           |                                                       |
| Качинський (Орєшин) Володимир Максимович | заступник народного комісара земельних справ УСРР                                                                      |                                                       |
| Кобочний Т.М.                            | |                                                       |
| Коваль Ксенофонт Федорович               | відповідальний секретар Уманського окружного комітету КП(б)У                                                           |                                                       |
| Колесник(ов) І.М.                        | |                                                       |
| Конотоп С.П.                             | |                                                       |
| Косило Іван Петрович                     | завідувач Управління політосвіти Наркомату освіти УСРР                                                                 |                                                       |
| Кошелєв А.М.                             | |                                                       |
| Кремлянський М.О.                        | |                                                       |
| Кружня А.С.                              | |                                                       |
| Крупко Семен Никифорович                 | голова Верховного Суду УСРР                                                                                            |                                                       |
| Кулик Ізраїль Юдович                     | письменник, заступник уповноваженого Народного комісаріату закордонних справ СРСР при РНК УСРР                         |                                                       |
| Куц А.О.                                 | |                                                       |
| Кушнерьова М.Ф.                          | |                                                       |
| Ларіна М.М.                              | |                                                       |
| Лебедєв В.П.                             | |                                                       |
| Левицький Михайло Васильович             | відповідальний секретар Волинського окружного комітету КП(б)У                                                          |                                                       |
| Левченко Г.М.                            | |                                                       |
| Левченко Микола Іванович ?               | керуючий вугільного тресту «Сталінвугілля»                                                                             |                                                       |
| Леонтьєв І.Ф.                            | |                                                       |
| Лєсов С.М.                               | відповідальний секретар Бердичівського окружного комітету КП(б)У                                                       |                                                       |
| Лісовик Олександр Григорович             | |                                                       |
| Маслов Олексій Матвійович                | член президії Вищої ради народного господарства УСРР                                                                   |                                                       |
| Миколаєнко П.С.                          | колгоспник з Глинського району                                                                                         |                                                       |
| Милаш Я.Г.                               | |                                                       |
| Михайлик Михайло Васильович              | заступник народного комісара юстиції і Генерального прокурора УСРР                                                     | у грудні 1930 року переведений до складу членів ВУЦВК |
| Мишков Микола Гордійович                 | начальник металопромислового відділу і заступник голови Вищої ради народного господарства УСРР                         |                                                       |
| Мухін М.М.                               | |                                                       |
| Налімов Михайло Миколайович              | відповідальний секретар Сумського окружного комітету КП(б)У                                                            |                                                       |
| Нестеренко Ф.А.                          | |                                                       |
| Нурінов Олександр Агейович               | заступник народного комісара торгівлі УСРР                                                                             |                                                       |
| Овсієнко І.К.                            | |                                                       |
| Опанасенко П.М.                          | |                                                       |
| Опішанський Я.І.                         | |                                                       |
| Палладін Олександр Володимирович         | академік, завідувач кафедри фізіологічної хімії Харківського медичного інституту                                       |                                                       |
| Певзнер Олександр Маркович               | керуючий Всеукраїнської контори Державного банку СРСР                                                                  |                                                       |
| Пенгель О.К.                             | |                                                       |
| Піскарьов Михайло Пилипович              | заступник народного комісара праці УСРР                                                                                |                                                       |
| Плетень Ф.П.                             | |                                                       |
| Полікарпов І.О.                          | |                                                       |
| Полоцький Олександр Аркадійович          | заступник народного комісара освіти УСРР                                                                               |                                                       |
| Приходько Антон Терентійович             | заступник народного комісара освіти УСРР                                                                               |                                                       |
| Просвірнін Іван Олексійович              | заступник голови Центральної Контрольної Комісії КП(б)У                                                                |                                                       |
| Річицький Андрій                         | головний редактор - заступник голови правління Державного видавництва України                                          |                                                       |
| Рабичев Наум Натанович                   | завідувач культвідділу (відділу культури і пропаганди) Всеукраїнської республіканської ради професійних спілок (ВУРПС) |                                                       |
| Рогоза В.А.                              | |                                                       |
| Романов Георгій Іванович                 | начальник Військової інспекції Центральної контрольної комісії КП(б)У                                                  |                                                       |
| Ручай С.Ю.                               | |                                                       |
| Ряппо Ян Петрович                        | заступник народного комісара освіти УСРР                                                                               |                                                       |
| Савтовський І.Ф.                         | |                                                       |
| Сапов Іван Андрійович                    | відповідальний секретар Вінницького окружного комітету КП(б)У                                                          |                                                       |
| Саулевич Ян Домінікович                  | заступник голови Центральної комісії національних меншин при ВУЦВК                                                     |                                                       |
| Сахаров М.М.                             | |                                                       |
| Семковський Семен Юлійович               | академік, керівник кафедри філософії Всеукраїнської асоціації марксистсько-ленінських інститутів (ВУАМЛІН)             |                                                       |
| Сиволап Полікарп Пилипович               | заступник народного комісара фінансів УСРР                                                                             |                                                       |
| Синьков Костянтин Михайлович             | уповноважений Народного комісаріату пошт і телеграфів СРСР при РНК УСРР                                                |                                                       |
| Сірко Іван Миколайович                   | голова Всеукраїнської спілки сільськогосподарських й лісових робітників                                                |                                                       |
| Скалига Никифор Пилипович                | заступник народного комісара земельних справ УСРР                                                                      |                                                       |
| Слинько Іван Федотович                   | заступник народного комісара внутрішніх справ УСРР                                                                     |                                                       |
| Смолін Г.Ф.                              | |                                                       |
| Снєгов Олексій Володимирович             | відповідальний секретар Зінов'євського окружного комітету КП(б)У                                                       |                                                       |
| Співак О.Я.                              | |                                                       |
| Суханов Олександр Никифорович            | відповідальний секретар Кременчуцького окружного комітету КП(б)У                                                       |                                                       |
| Таран Феодосій Прохорович                | заступник відповідального редактора газети «Комуніст»                                                                  |                                                       |
| Тараненко Корній Семенович               | відповідальний секретар Полтавського окружного комітету КП(б)У                                                         |                                                       |
| Тичина Павло Григорович                  | поет |                                                       |
| Трофімов О.А.                            | |                                                       |
| Фесенко Олександр Ксенофонтович          | заступник голови Всеукраїнського ЦК незаможних селян                                                                   |                                                       |
| Фокін К.С.                               | робітник Ізюмського паровозоремонтного заводу                                                                          |                                                       |
| Цюпак Олександр Порфирович               | |                                                       |
| Чайка Микола Кононович                   | голова Всеукраїнського комітету Спілки радянських і торгових службовців                                                |                                                       |
| Черенов Дмитро Петрович                  | голова Всеукраїнського комітету Спілки будівельників                                                                   |                                                       |
| Чупенко З.І.                             | |                                                       |
| Шаганова М.О.                            | |                                                       |
| Шариков М.І.                             | |                                                       |
| Шевченко Й.І.                            | |                                                       |
| Шкадінов Микола Іванович                 | начальник відділу металів та із переробки сільськогосподарської сировини ВРНГ УСРР                                     |                                                       |
| Штейн Й.Г.                               | |                                                       |
| Якимович Іван Костянтинович              | заступник наркома внутрішніх справ УСРР                                                                                |                                                       |
| Якубенко Гнат Іванович                   | заступник голови правління Вукоопспілки                                                                                |                                                       |
| Ястребов Григорій Герасимович            | заступник начальника Політичного управління Українського військового округу                                            |                                                       |

15 травня 1929 року головою Всеукраїнського Центрального Виконавчого Комітету УСРР обраний Петровський Григорій Іванович, секретарем ВУЦВК УСРР обраний Василенко Марко Сергійович, заступником секретаря ВУЦВК УСРР обраний Горлинський Кирило Іванович. 
Обрані членами Президії ВУЦВК УСРР: Акулов Іван Олексійович, Бондар Іван Тимофійович, Василенко Марко Сергійович, Васильєва Єфросинія Іванівна, Волкова Ганна Йосипівна, Балицький Всеволод Аполлонович, Буценко Панас Іванович, Затонський Володимир Петрович, Косіор Станіслав Вікентійович, Любченко Панас Петрович, Петровський Григорій Іванович, Пілацька Ольга Володимирівна, Полоз Михайло Миколайович, Поляков Василь Васильович, Порайко Василь Іванович, Сербиченко Олександр Калістратович, Скрипник Микола Олексійович, Смирнов Михайло Ілліч, Чепенко Яків Гнатович, Шліхтер Олександр Григорович, Якір Йона Еммануїлович.
Кандидатами у члени Президії ВУЦВК обрані: Бойко Петро Дмитрович, Бендеберя Параскевія Християнівна, Бородай Григорій Михайлович, Вінников Трохим Степанович, Войцехівський Юрій Олександрович, Воронович Євстахій Павлович, Гаврилов Іван Андрійович, Горлинський Кирило Іванович, Гулий Костянтин Макарович, Майоров Михайло Мусійович. 
25 листопада 1929 року із складу Президії ВУЦВК УСРР виведені Акулов Іван Олексійович та Буценко Панас Іванович. До складу Президії ВУЦВК УСРР дообрані Неживий Максим Федорович та Чувирін Михайло Євдокимович.